# Étang de Pirot
L'étang de Pirot est un barrage-réservoir situé sur la commune de l'Isle-et-Bardais dans le département de l'Allier, à la limite des secteurs centre et est de la forêt domaniale de Tronçais.  
Il a été mis en service en 1846 pour alimenter en eau le canal de Berry et occupe, sur une longueur nord/sud d'environ 2 500 m, la vallée de la Marmande, petite rivière affluent du Cher. Sa plus grande largeur est de près de 1 200 m au niveau des deux bras qui lui donnent son caractère particulier : le Cros-Chaud à l'est et la Guèrande à l'ouest. Sa superficie est de 71 ha en période de hautes eaux. Classé en 1995 au sein du réseau Natura 2000, l'étang de Pirot est cependant une pure création de l'homme.

## Histoire du lieu avant l'étang
L'étude des alentours de l'étang a permis de relever des traces d'occupation des berges de la Marmande à diverses époques de la Préhistoire, les plus anciennes remontant à la période mésolithique (VIIe-VIe millénaires avant notre ère); contrairement à ce que son cours et son débit peuvent aujourd'hui laisser imaginer, la Marmande était alors une rivière navigable. À l'époque gallo-romaine, cette vallée et ses environs ont été à la fois des lieux de communication et d'occupation sédentaire comme en témoignent les vestiges de voie romaine, de lieux de culte, d'activités agraires et de poterie à l'ouest de l'étang notamment au lieu-dit "Les Petits Jardins". Au XVIIe siècle, au préalable propriété des Ducs de Bourbon, soit revenu à la Couronne de France, la carte établie par les Fleury en 1665 (conservée à la Bibliothèque Nationale), à l'instigation de Colbert pour son programme de "réformation" des forêts royales, montre à l'emplacement de l'étang actuel une vallée occupée par des pâturages et deux moulins. 

## Création de l'étang auXIXesiècle
Comme les autres étangs de la forêt de Tronçais, à l'exception de Saint-Bonnet, étang naturel, Pirot répondait à un besoin spécifique lié au développement économique de la région : il s'agissait en effet de créer à Pirot une réserve d'eau destinée à régulariser l'étiage du canal de Berry, mis en service en 1840 et maillon central des activités sidérurgiques du bassin de Montluçon-Commentry. Les travaux du réservoir de Pirot, commencés en 1844, s'achevèrent en 1846.

## Caractéristiques
La digue mesure 344 m de long pour une hauteur de 18 m, une largeur de 92 m à la base et 35 m au sommet. Depuis 1848, le réservoir stocke l'eau en hiver, atteint ses hautes eaux au printemps (5 000 000 m3 pour une hauteur d'eau de 15 m à la digue) et se vide en été.
Dans les années 1990, des points de faiblesse inquiétants ayant été détectés dans la structure de la digue, de très importants travaux de stabilisation et d'étanchéité ont été réalisés (automne 1999 : mise en place d'une paroi étanche dans le corps de l'ouvrage sur 3 800 m2).

## Faune et flore
L'étang de Pirot par sa grande superficie est un lieu apprécié par de nombreux oiseaux tels que les canards colverts, poules d'eau, hérons cendrés, grandes aigrettes... On remarquera également le grèbe huppé, un oiseau typique des étangs facilement identifiables par sa huppe caractéristiques. Cet oiseau vit exclusivement sur l'eau. Bon nageur et bon plongeur, il affectionne les plans d'eau avec des roselières car c'est dans ce milieu qu'il va construire son nid flottant constitué de débris végétaux et arrimés aux roseaux.
Cet étang est aussi connu pour ses poissons avec notamment la carpe, le brochet, des tanches et des brèmes.
Pour la flore, on peut trouver une plante, la lathrée clandestine, Lathrea signifiant "caché" en latin. Cette plante vivace aux grandes fleurs violettes sans tige ou presque, se caractérise par l'absence de couleur verte car elle peut se passer de chlorophylle. En effet c'est une plante qui vit aux dépens des racines de nombreux arbres et arbustes environnants (aulne, peuplier, saule...).